# Piazza Colonna

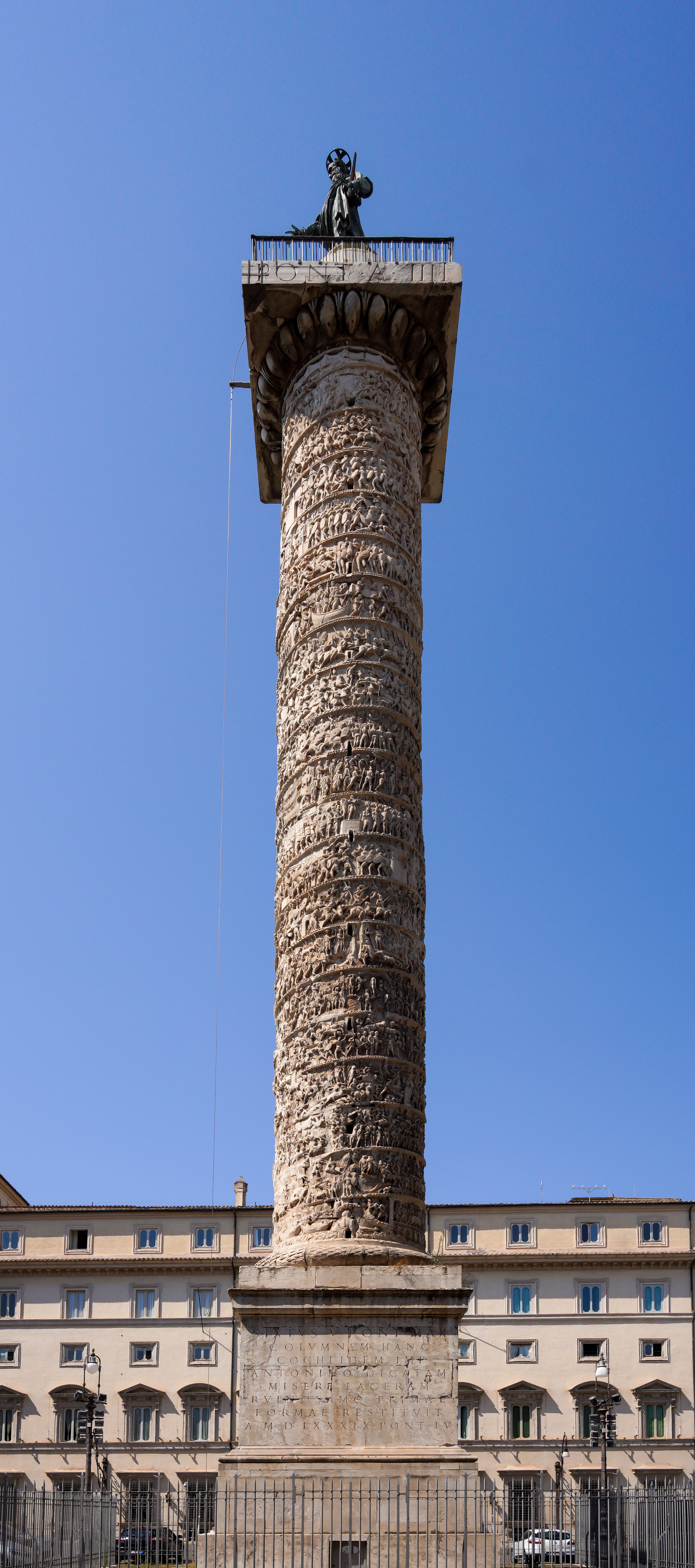
La colonne de Marc Aurèle au centre de la place

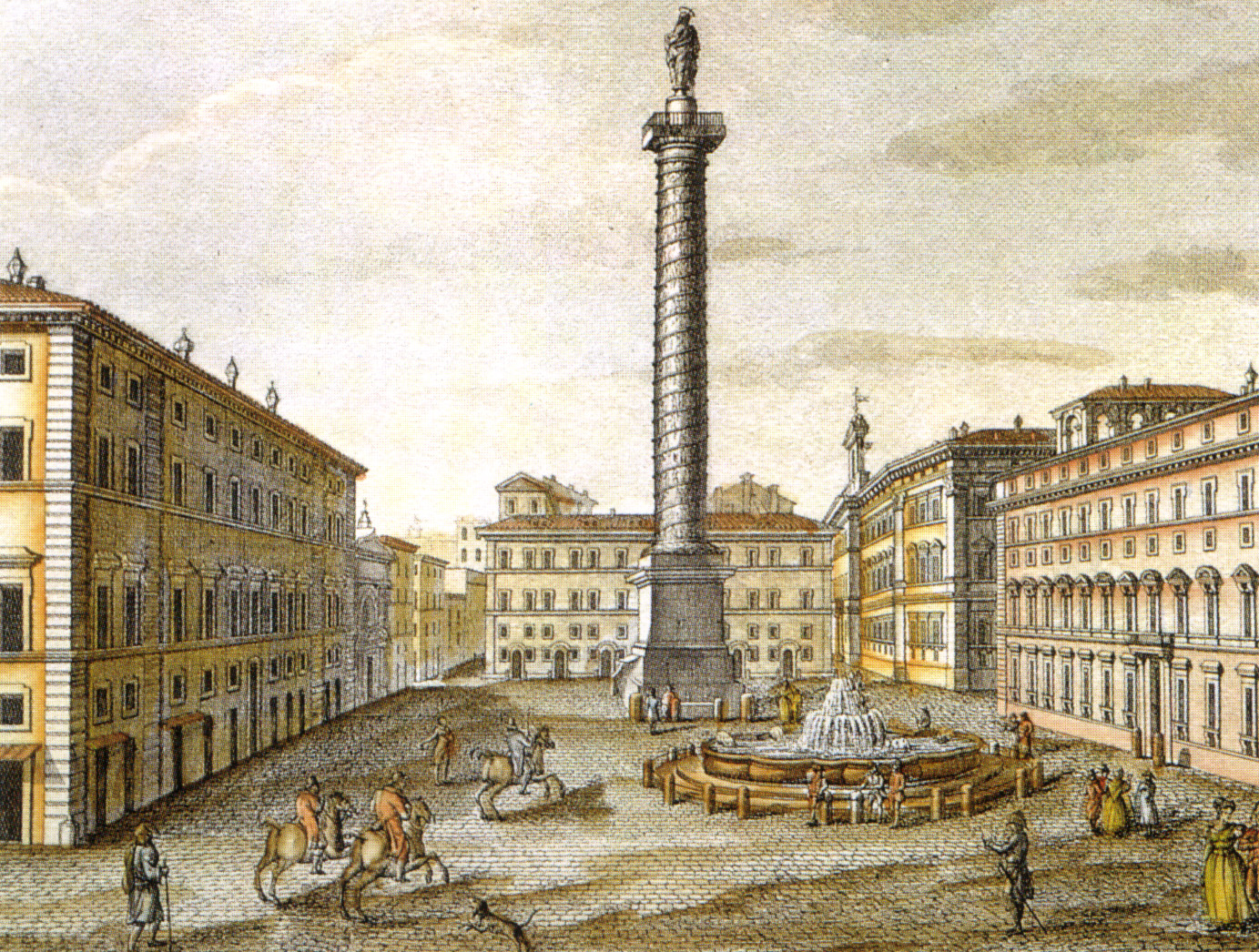
Vue (XIXe siècle)

Piazza Colonna est une place de Rome qui doit son nom à la Colonne de Marc Aurèle qui est située à cet endroit depuis l'Antiquité et qui donne aussi le nom au Rione Colonna, dont fait partie la place.

## Description
La place qui date de la fin du XVIe siècle, construite à l'initiative du pape Sixte V, est située sur l'axe central Via del Corso,  près de Montecitorio et du  Panthéon, peu distant de Piazza Venezia.
La place est à plan rectangulaire avec en son centre la colonne de Marc Aurèle, et est entourée par d'importants palais historiques de Rome.
À proximité de la colonne se trouve une fontaine réalisée en 1577 d'après le projet de Giacomo Della Porta sur commande du pape Grégoire XIII
alimentée par l'acqueduc de l'Aqua Virgo. Elle est constituée par une grande vasque de  marbre de Chio décorée de seize bandes verticales en marbre de Carrare. Deux groupes de dauphins sculptés et un petit bassin au centre sculptés par Achille Stocchi, ont été ajoutés au cours de la première moitié du XIXe siècle.